# 陡箐镇
陡箐镇，是中华人民共和国贵州省六盤水市水城区下辖的一个乡镇级行政单位。
2015年6月4日，贵州省人民政府批复同意水城县乡镇行政区划调整，新设置的陡箐镇辖原陡箐苗族彝族乡、红岩布依族彝族苗族乡地域，镇人民政府驻陡箐村。

## 行政区划
陡箐镇下辖以下地区：
陡箐村、石头村、木果村、夹岩村、阿佐村、沙坝村、冷坝村、土发村、茨冲村、花地村、阿倮村、以那村、新发村、波浪村、苏家寨村、马场村、窑上村和红岩布依族彝族苗族乡。